# Есенаманов, Борис Александрович
Борис Александрович Есенаманов (3 июля 1943; ст. Сара, Кувандыкский район, Оренбургская область, РСФСР, СССР) — советский и казахстанский железнодорожник, кандидат технических наук. Ветеран национальной компании «Казахстан темир жолы». Почётный железнодорожник СССР и Казахстана. Заслуженный деятель транспортной отрасли Казахстана (2025). 

## Биография
В 1943 году родился на станции Сара Новопокровского района Оренбургской области в семье путейца и дежурной по переезду. Вскоре семья переехала на станцию Никельтау, где будущий железнодорожник учился в школе.
После окончания Актюбинского железнодорожного техникума в 1961 году работал монтером пути, бригадиром и дорожным мастером. В 1967 году после службы в армии году поступил на очное отделение Ташкентского института инженеров железнодорожного транспорта на специальность «Инженер-строитель путей сообщения». в 1971 году Борис Александрович направлен в Москву на Всесоюзный слет студентов-отличников высших учебных заведений.
Трудовую деятельность начал в 1971 году главным инженером Кандыагашской дорожной дистанции.
С 1984 года — зам. начальника Западно-Казахстанской ЖД, затем начальник Актюбинского отделения Западно-Казахстанской железной дороги;
С 1997 года — заместитель генерального директора по технической политике РГП «Казахстан темир жолы»;
С 2001 года — главный ревизор РГП «Казахстан темир жолы». А когда началось строительство железнодорожной дороги Хромтау – Алтынсарин, он возглавил Дирекцию по строительству новой линии.
С 2008 года — работал в ТОО «Компания «Жол жөндеуші». Руководил строительством новой железнодорожной линии Жетыген – Алтынколь, а затем и Аркалык – Шубарколь.
С 2023 года — советник Председателя Правления АО «Dosjan temir joly».

## Награды
- Указом президент РК от 31 июля 2025 года присвоено почетное звание «Қазақстанның көлік саласының еңбек сіңірген қайраткері» (Заслуженный деятель транспортной отрасли Казахстана) — за большой вклад в развитие транспортной отрасли, становление и модернизацию инфраструктуры путей сообщения страны.;[6][7][8]
- Указом президента РК награжден орденом «Барыс» ІІІ степени — за выдающийся вклад в развитие железнодорожной отрасли и транспортной инфраструктуры Республики Казахстан и в честь 20-летия Независимости РК. (2011 года);
- За вклад в развитие железнодорожного транспорта Казахстана он дважды отмечен высшей отраслевой наградой — знаком «Почётный железнодорожник» СССР и Республики Казахстан;[9]
- Орден «Знак Почёта»;
- Медаль «Ветеран труда»;
- Медаль «В ознаменование 100-летия со дня рождения Владимира Ильича Ленина» (1970);
- Медаль «В ознаменование 100-летия железной дороги Казахстана» (2004);
- Медаль «Ветеран труда Казахстана» (2014);